# Провулок Мар'яненка
Провулок Мар'я́ненка — короткий провулок у центрі міста Харкова, розташований в Київському адміністративному районі. Починається від вулиці Гоголя і йде на схід до Чернишевської вулиці.

## Історія і назва
Початкова назва провулка — Провіантський. Вона пов'язана з побудовою в 1788 р. провіантського складу, який зберігся донині. Будівля, призначена для зберігання збіжжя, мала важливе значення для міста. Проєкт розробив тодішній губернський архітектор Петро Ярославський.
24 квітня 1972 р. Провіантському провулку присвоїли ім'я українського актора Івана Мар'яненка.

## Будинки

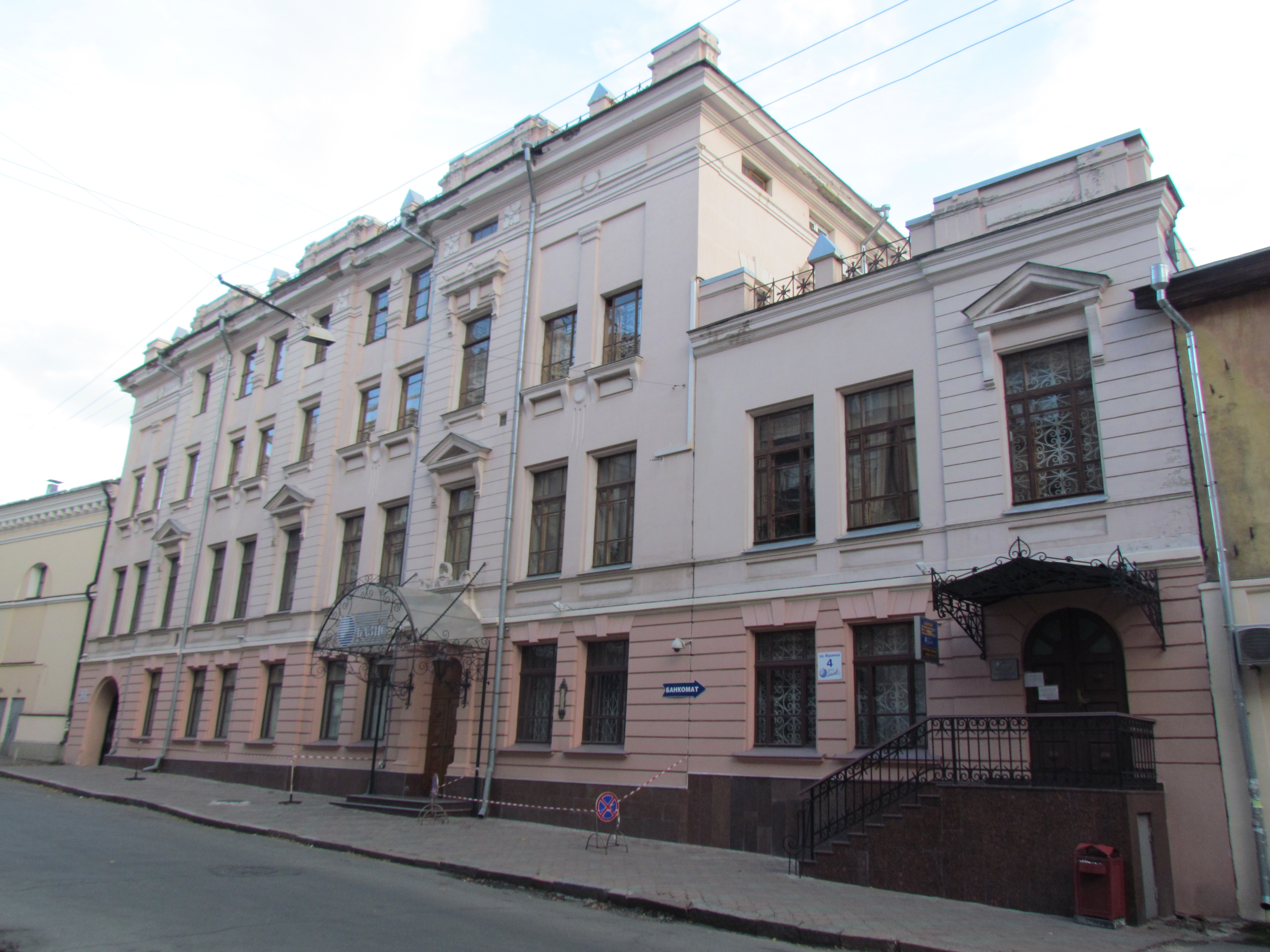
Будинок № 4

- Буд. № 4 — В минулому пам'ятка архітектури Харкова (з реєстру виключена). Колишня Вознесенька гімназія, побудована в 1904 р. за проектом арх. Ю. С. Цауне. Нині в будівлі розміщується банк.